# Andkhoy (distrikt)
Andkhoy (persiska: اَندْخوی) är ett distrikt i Afghanistan. Det ligger i provinsen Faryab, i den norra delen av landet, 400 kilometer nordväst om huvudstaden Kabul. Administrativt centrum är staden Andkhoy.
Distriktet beräknades år 2022 ha cirka 49 000 invånare.